# Cuauneutla de la Paz
Cuauneutla de la Paz är en ort i Mexiko.   Den ligger i kommunen Pahuatlán och delstaten Puebla, i den sydöstra delen av landet, 150 km nordost om huvudstaden Mexico City. Cuauneutla de la Paz ligger 1 023 meter över havet och antalet invånare är 713.
Terrängen runt Cuauneutla de la Paz är bergig västerut, men österut är den kuperad. Runt Cuauneutla de la Paz är det ganska tätbefolkat, med 80 invånare per kvadratkilometer. Närmaste större samhälle är Huauchinango, 16,4 km söder om Cuauneutla de la Paz. I omgivningarna runt Cuauneutla de la Paz växer i huvudsak städsegrön lövskog.